# Huisbuidelspitsmuis
De huisbuidelspitsmuis (Monodelphis domestica) is een zoogdier uit de familie van de opossums (Didelphidae). De wetenschappelijke naam van de soort werd voor het eerst geldig gepubliceerd door Wagner in 1842. In tegenstelling tot de meeste andere buideldieren heeft de huisbuidelspitsmuis geen echte buidel. De wetenschappelijke naam is een combinatie van Monodelphis, dat is afgeleid uit het Grieks en "enkele baarmoeder" betekent (verwijzend naar het ontbreken van een buidel), en het Latijnse woord "domestica" dat "binnenlands" betekent (gekozen vanwege de gewoonte van de soort om menselijke woningen binnen te gaan). Het was het eerste buideldier waarvan het genoom volledig werd uitgelezen. De huisbuidelspitsmuis wordt vaak gebruikt als onderzoeksmodel in de wetenschap en wordt ook vaak aangetroffen in de exotische huisdierenhandel.

## Uiterlijk
Huisbuidelspitsmuizen zijn relatief kleine dieren, met een oppervlakkige gelijkenis met woelmuizen. In het wild hebben ze kop-lichaamslengte van 12-18 cm en wegen 58-95 gram; mannetjes zijn over het algemeen groter dan vrouwtjes. Individuen in gevangenschap gehouden zijn meestal veel groter, met mannetjes met een gewicht tot 150 gram. De staart verhoudingsgewijs korter dan bij sommige andere opossumsoorten, variërend van 5 tot 9 centimeter. Hun staarten zijn slechts semi-grijpbaar, in tegenstelling tot de volledig grijpende staart die kenmerkend is voor de Noord-Amerikaanse opossum.
De vacht is over bijna het hele lichaam grijsbruin, maar vervaagt naar een lichtere tint aan de onderkant en met een bijna witte vacht aan de voeten. Alleen de basis van de staart heeft een vacht, de rest is bijna geheel kaal. De klauwen zijn goed ontwikkeld en gebogen van vorm, en de poten hebben kleine kussentjes gemarkeerd met fijne huidribbels. In tegenstelling tot veel andere buideldieren hebben vrouwtjes geen buidel. Ze hebben typisch dertien spenen die door spieren aan de basis in het lichaam kunnen worden teruggetrokken.

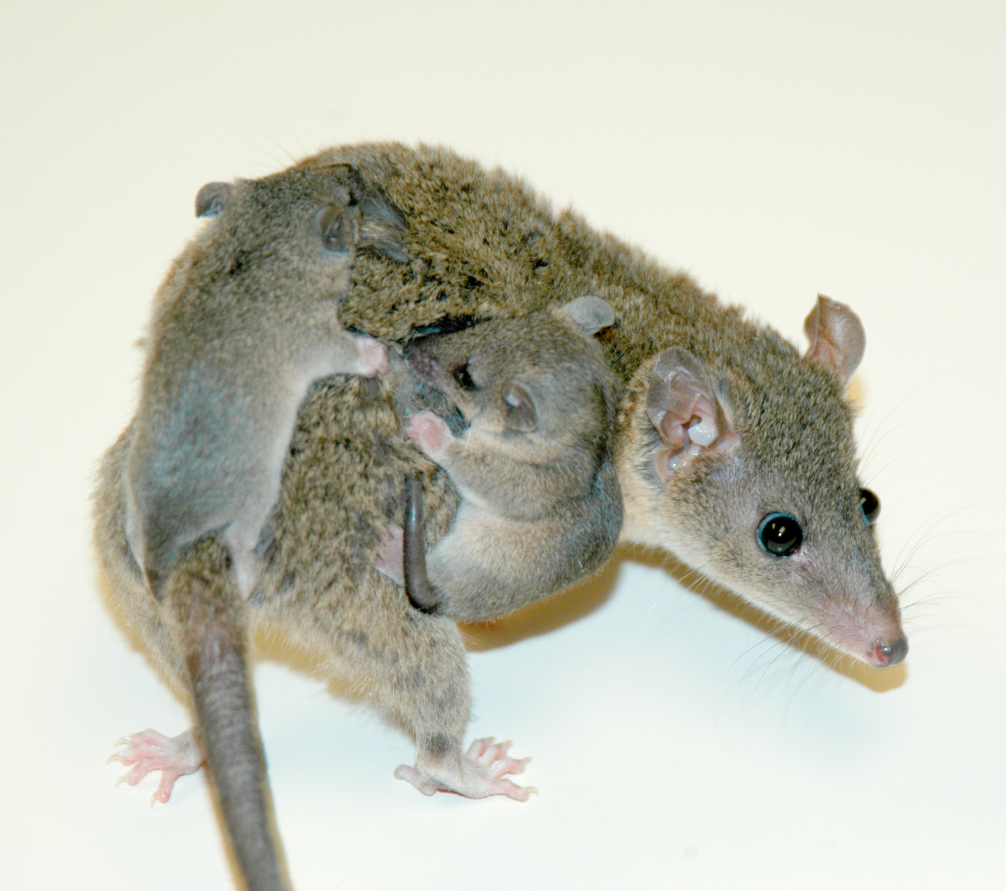
Huisbuidelspitsmuis met jongen
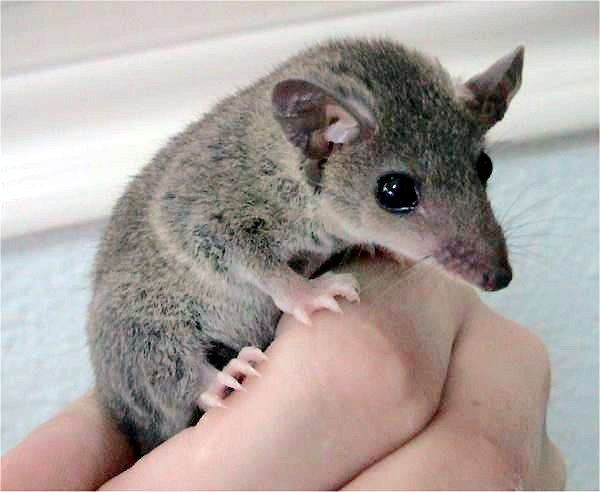
Huisbuidelspitsmuis